# Triaspis conico
Triaspis conico är en stekelart som beskrevs av Lopez 2004. Triaspis conico ingår i släktet Triaspis och familjen bracksteklar. Inga underarter finns listade i Catalogue of Life.